# Camauro

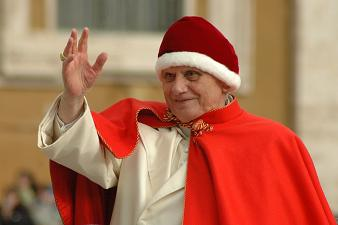
XVI. Benedek pápa camauróban

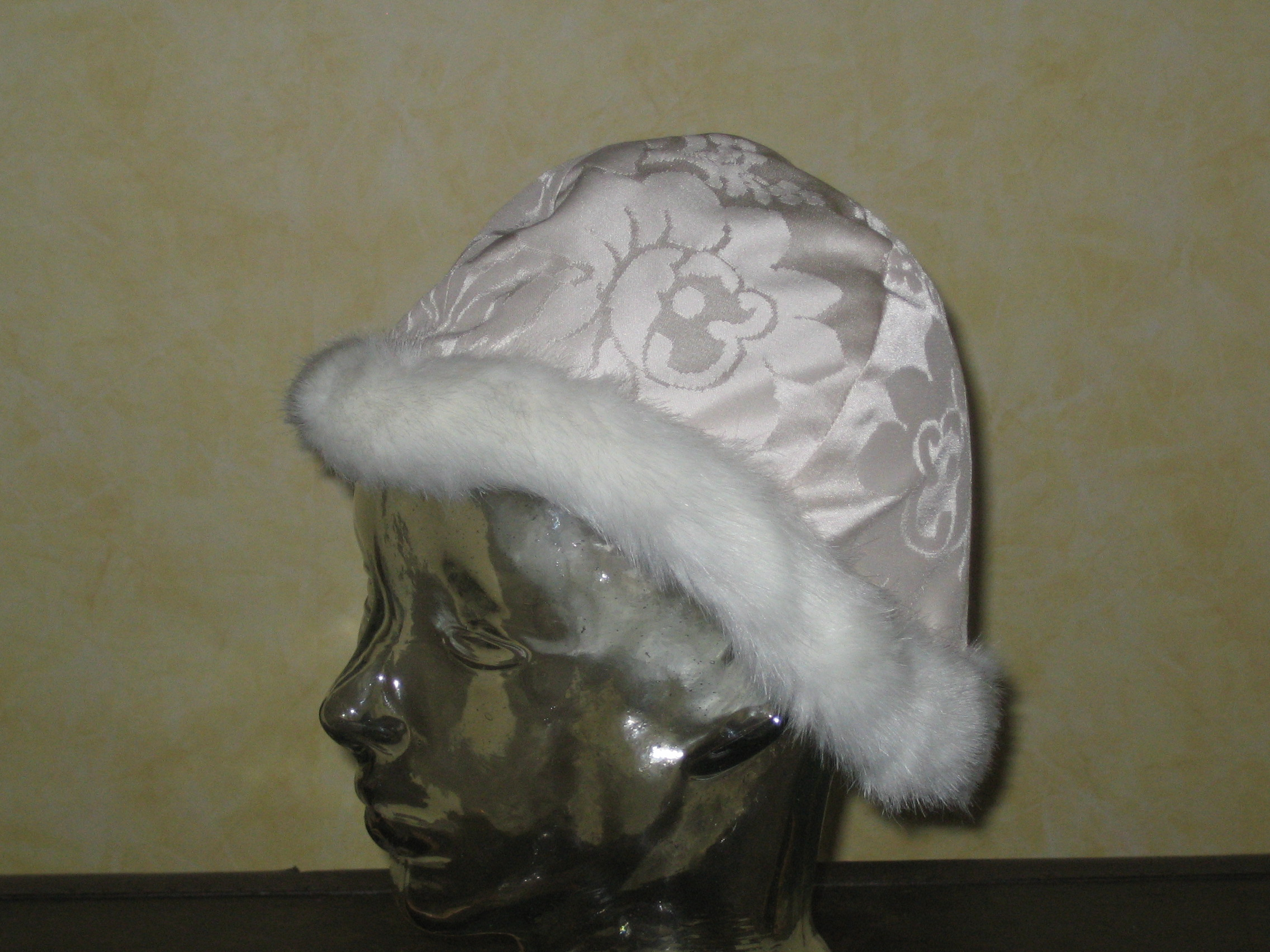
Fehér camauro, Fehérvasárnapon való viselet

A camauro (latin camelaucum, görög kamelauchion, jelentése tevebőr kalap) hermelinprémmel keretezett vörös bársonysapka. Hagyományosan a középkortól (kb. 12. század) a 19. századig viselték a katolikus egyház pápái.
A pápai camaurót nem használták XXIII. János pápa halála után 1963-tól, de a hagyomány újjáéledt 2005 decemberében, mivel XVI. Benedek pápa ismét bevezette a viseletét.

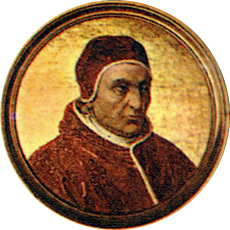
VII. Ince pápa (1404-1406)
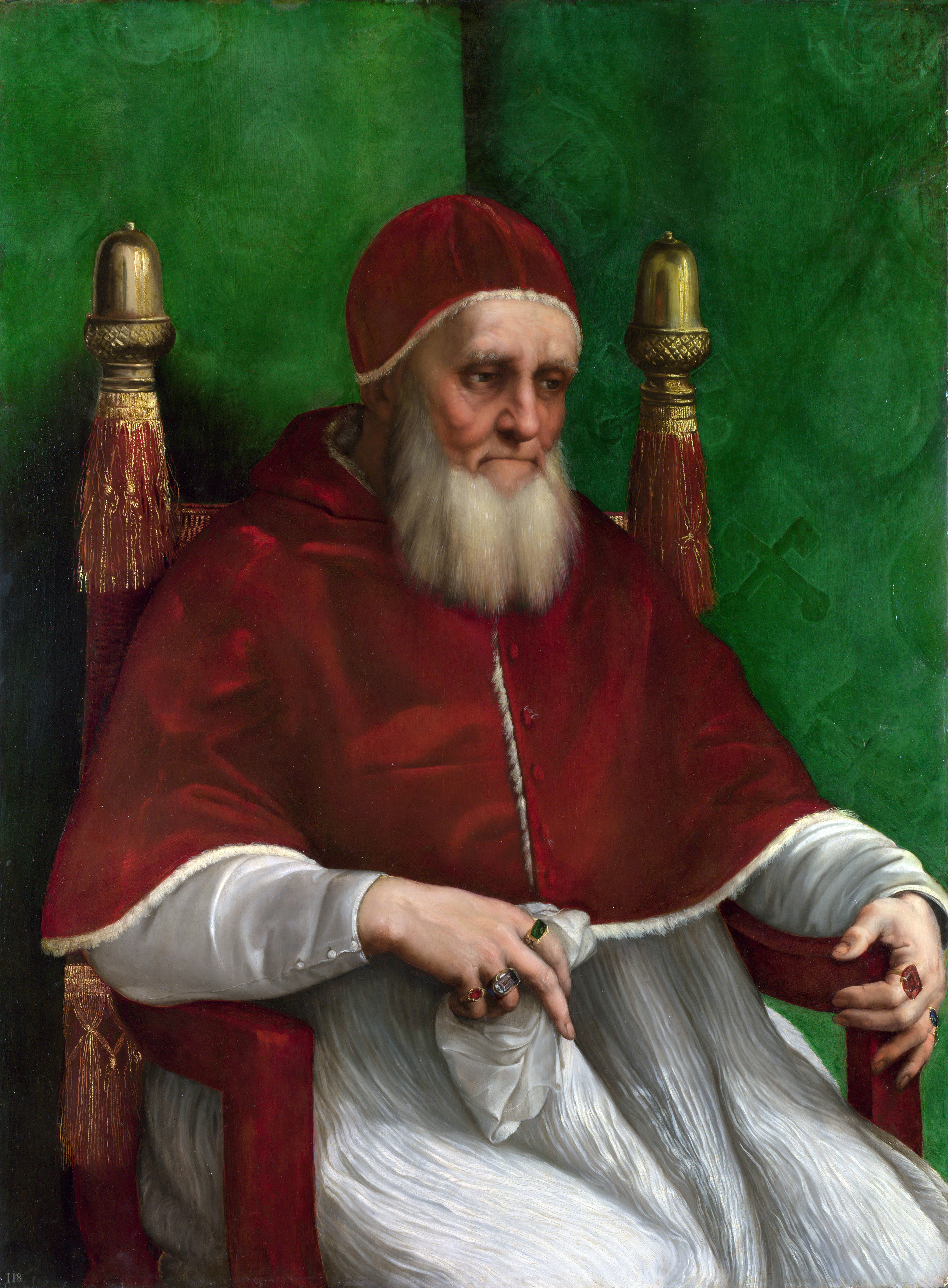
II. Gyula pápa (1503-1513)
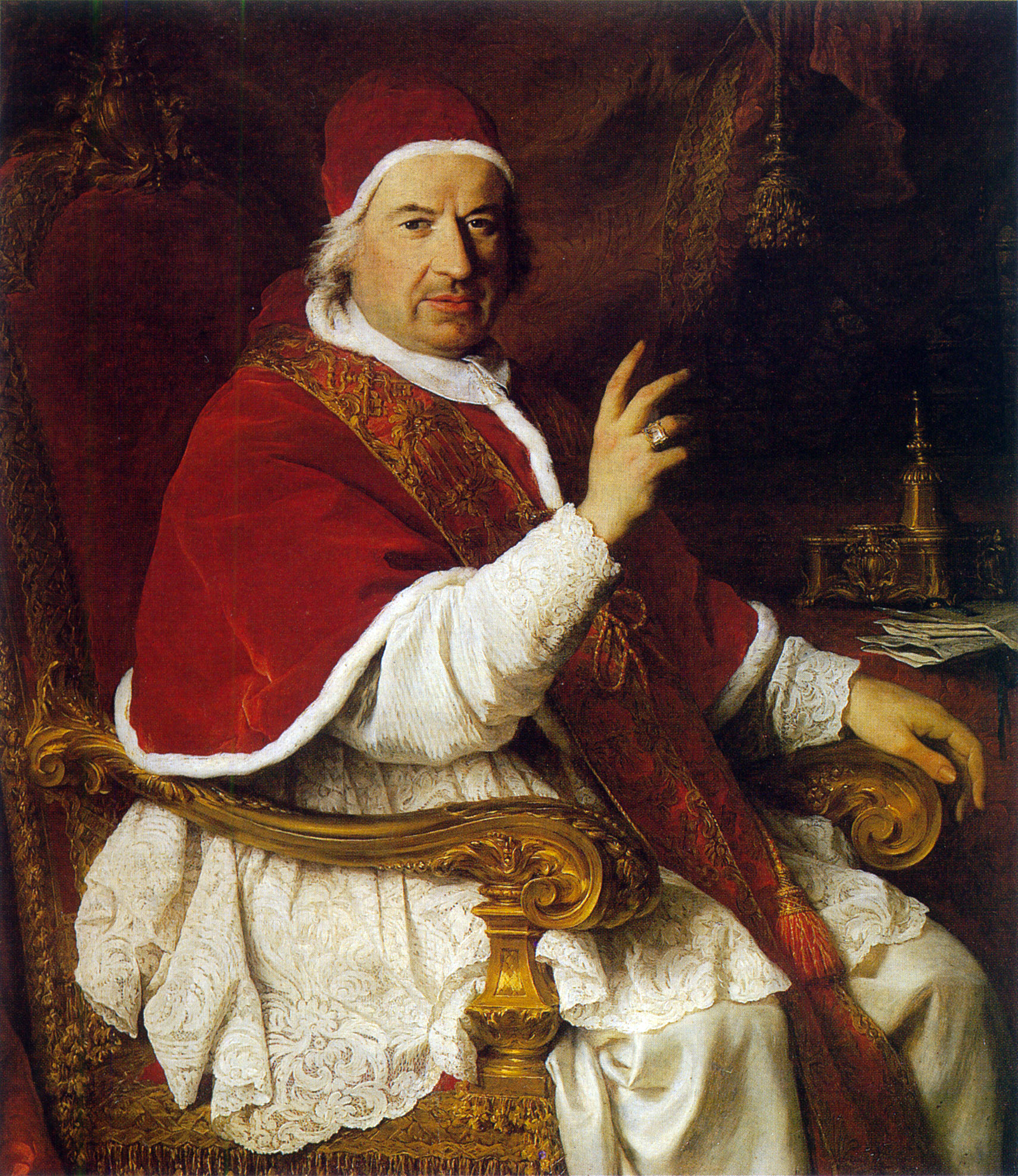
XIV. Benedek pápa (1740-1758)
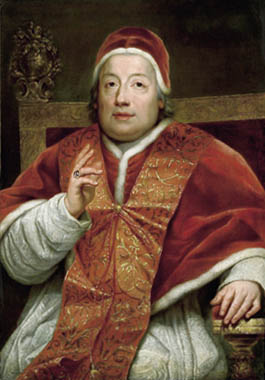
XIII. Kelemen pápa (1758-1769)